# Agence française de sécurité sanitaire
Les agences françaises de sécurité sanitaire (AFSS) sont des établissements publics français dont la mission principale est d’évaluer les risques sanitaires.

## Agences, organismes et autorités
En 2016, ces agences sont :
- Agence de la biomédecine (ABM)
- Agence nationale de sécurité du médicament et des produits de santé (ANSM)
- Agence nationale de sécurité sanitaire de l'alimentation, de l'environnement et du travail (ANSES)
- Établissement français du sang (EFS)
- Haut Conseil de la santé publique (HCSP)
- Haute Autorité de santé (HAS)
- Institut national du cancer (INCa)
- Agence nationale de santé publique[1]

## Anciennes agences
- Agence française de sécurité sanitaire de l'environnement
- Agence française de sécurité sanitaire de l'environnement et du travail
- Agence française de sécurité sanitaire des aliments
- Institut national de prévention et d'éducation pour la santé (Inpes)
- Institut de veille sanitaire (InVS)
- Établissement de préparation et de réponse aux urgences sanitaires (EPRUS)
- Institut de radioprotection et de sûreté nucléaire (IRSN)